# Rivière Sainte-Anne (vattendrag i Kanada, Québec, lat 46,55, long -72,21)
Rivière Sainte-Anne är ett vattendrag i Kanada.   Det ligger i provinsen Québec, i den sydöstra delen av landet, 300 km öster om huvudstaden Ottawa.
Omgivningarna runt Rivière Sainte-Anne är en mosaik av jordbruksmark och naturlig växtlighet. Runt Rivière Sainte-Anne är det glesbefolkat, med 20 invånare per kvadratkilometer.